# Junior World Rugby Trophy 2011
Junior World Rugby Trophy 2011 – czwarty turniej z cyklu Junior World Rugby Trophy rozegrany w dniach 24 maja – 5 czerwca 2010 w stolicy Gruzji, Tbilisi. Były to międzynarodowe zawody narodowych drużyn rugby union organizowane pod auspicjami IRB dla zawodników do 20 roku życia niższe rangą od rozegranych w tym samym roku IRB Junior World Championship.
Gruzja otrzymała prawa do organizacji turnieju w grudniu 2010 roku. W lutym 2011 roku opublikowano natomiast składy grup, rozkład gier oraz dziesięcioosobowy panel arbitrów.
Transmitowane przez gruzińską telewizję państwową mecze były rozgrywane na dwóch stadionach w Tbilisi. W rozgrywkach wzięło udział osiem reprezentacji, podzielonych na dwie grupy po cztery drużyny. W grupie A zagrały spadkowicz z mistrzostw świata juniorów 2010 – Samoa – oraz kwalifikanci: Urugwaj (CONSUR), Rosja (FIRA-AER) i USA. W grupie B natomiast wystąpiła Gruzja (jako gospodarz imprezy) oraz zespoły z kwalifikacji: Japonia (ARFU), Zimbabwe (CAR) i Kanada.
Zawody wygrała reprezentacja Samoa uzyskując prawo występu na mistrzostwach świata juniorów w roku następnym. Najwięcej punktów zdobył przedstawiciel gospodarzy, Bachwa Kobachidze, w klasyfikacji przyłożeń z dziewięcioma zwyciężył zaś Samoańczyk Robert Lilomaiava.

## Faza grupowa

### Grupa A
| 24 maja 201114:00 | Samoa U-20                                                                                            | 48:11 | Stany Zjednoczone U-20      | Stadion Awczala, Tbilisi Sędzia: Radu Petrescu |
| 24 maja 201114:00 | Vaiomanu 5 (P) Faʻapale 6 (3pd) Tuiletufuga 10 (2P) Lilomaiava 15 (3P) Alofipo 5 (P) Faʻavae 7 (P pd) | 48:11 | Magie 6 (dg K) Hughes 5 (P) | Stadion Awczala, Tbilisi Sędzia: Radu Petrescu |
| 24 maja 201114:00 | Faʻavae                                                                                               | 48:11 | Black                       | Stadion Awczala, Tbilisi Sędzia: Radu Petrescu |

| 24 maja 201116:00 | Rosja U-20          | 5:33 | Urugwaj U-20                                                     | Stadion Awczala, Tbilisi Sędzia: Taizō Hirabayashi |
| 24 maja 201116:00 | Simplikiewicz 5 (P) | 5:33 | Favaro 5 (P) Ormaechea 15 (3pd 3K) Duran 5 (P) Berchesi 8 (P dg) | Stadion Awczala, Tbilisi Sędzia: Taizō Hirabayashi |

| 28 maja 201114:00 | Samoa U-20                                                                         | 37:6 | Urugwaj U-20                    | Stadion Szewardeni, Tbilisi Sędzia: Taizō Hirabayashi |
| 28 maja 201114:00 | Faʻapale 12 (P 2pd K) Faʻavae 10 (2P) Taufua 5 (P) Vaiomanu 5 (P) Lilomaiava 5 (P) | 37:6 | Ormaechea 3 (K) Berchesi 3 (dg) | Stadion Szewardeni, Tbilisi Sędzia: Taizō Hirabayashi |
| 28 maja 201114:00 | Faʻavae                                                                            | 37:6 |                                 | Stadion Szewardeni, Tbilisi Sędzia: Taizō Hirabayashi |

| 28 maja 201116:00 | Rosja U-20                                                                 | 42:36 | Stany Zjednoczone U-20                                                | Stadion Awczala, Tbilisi Sędzia: Tui Komiti |
| 28 maja 201116:00 | Godluk 17 (4pd 3K) Simplikiewicz 15 (3P) Poczeczujew 5 (P) Wasilijew 5 (P) | 42:36 | Oliver 5 (P) Cowley 16 (P 4pd K) Jones 5 (P) Hughes 5 (P) Magie 5 (P) | Stadion Awczala, Tbilisi Sędzia: Tui Komiti |
| 28 maja 201116:00 | Skobiola                                                                   | 42:36 |                                                                       | Stadion Awczala, Tbilisi Sędzia: Tui Komiti |

| 1 czerwca 201114:00 | Urugwaj U-20                                                              | 33:5 | Stany Zjednoczone U-20 | Stadion Awczala, Tbilisi Sędzia: Tui Komiti |
| 1 czerwca 201114:00 | Cerro 5 (P) Berchesi 13 (2pd 3K) Prada 5 (P) Lammana 5 (P) Benhayon 5 (P) | 33:5 | Magie 5 (P)            | Stadion Awczala, Tbilisi Sędzia: Tui Komiti |

| 1 czerwca 201116:00 | Samoa U-20                                                                                              | 50:14 | Rosja U-20                                         | Stadion Awczala, Tbilisi Sędzia: Radu Petrescu |
| 1 czerwca 201116:00 | Lilomaiava 20 (4P) Faʻapale 11 (pd 3K) Iosua 5 (P) Faʻavae 2 (pd) Sua 5 (P) Faʻafou 5 (P) Poliko 2 (pd) | 50:14 | Tołmaczow 5 (P) Godluk 4 (2pd) Simplikiewicz 5 (P) | Stadion Awczala, Tbilisi Sędzia: Radu Petrescu |
| 1 czerwca 201116:00 | Sua · Skelton                                                                                           | 50:14 | Wasilijew                                          | Stadion Awczala, Tbilisi Sędzia: Radu Petrescu |

### Grupa B
| 24 maja 201114:00 | Japonia U-20                                                                      | 37:24 | Zimbabwe U-20                                            | Stadion Szewardeni, Tbilisi Sędzia: Tim Luscombe |
| 24 maja 201114:00 | Murakawa 5 (P) Nakamura 12 (3pd 2K) Uchida 5 (P) Hano 5 (P) Vaifu 5 (P) Kim 5 (P) | 37:24 | Nelson 9 (3pd K) Tela 5 (P) Chiwanza 5 (P) Coetzee 5 (P) | Stadion Szewardeni, Tbilisi Sędzia: Tim Luscombe |

| 24 maja 201118:10 | Gruzja U-20                                                                               | 38:9 | Kanada U-20      | Stadion Awczala, Tbilisi Sędzia: Tui Komiti |
| 24 maja 201118:10 | Kobachidze 18 (3pd 4K) Cziliczawa 5 (P) Tchilaiszwili 5 (P) Mikautadze 5 (P) Żwania 5 (P) | 38:9 | Underwood 9 (3K) | Stadion Awczala, Tbilisi Sędzia: Tui Komiti |

| 28 maja 201114:00 | Japonia U-20                                                                | 30:15 | Kanada U-20                  | Stadion Awczala, Tbilisi Sędzia: Tim Luscombe |
| 28 maja 201114:00 | Enoki 5 (P) Nakamura 5 (pd K) M. Hikosaka 10 (2P) Kurosawa 5 (P) Noda 5 (P) | 30:15 | Hassler 10 (2P) Ardron 5 (P) | Stadion Awczala, Tbilisi Sędzia: Tim Luscombe |

| 28 maja 201118:00 | Gruzja U-20                                                                                                  | 50:19 | Zimbabwe U-20                               | Stadion Awczala, Tbilisi Sędzia: Joaquin Montes |
| 28 maja 201118:00 | Losaberidze 5 (P) Kobachidze 15 (6pd K) Cziliczawa 10 (2P) Bicadze 5 (P) Dzneladze 5 (P) Ceszeliadze 10 (2P) | 50:19 | Nelson 9 (dg 2K) Coles 5 (P) Chiwanza 5 (P) | Stadion Awczala, Tbilisi Sędzia: Joaquin Montes |

| 1 czerwca 201114:00 | Kanada U-20 | 49:23 | Zimbabwe U-20                                          | Stadion Szewardeni, Tbilisi Sędzia: Taizō Hirabayashi |
| 1 czerwca 201114:00 | Hassler 10 (2P) Ferguson 4 (2pd) Fuailefau 5 (P) Hamstra 10 (5pd) Pierce 5 (P) Ardron 5 (P) Nel 5 (P) Tennant 5 (P) | 49:23 | Linfield 6 (2K) Coles 5 (P) Jiji 10 (2P) Nelson 2 (pd) | Stadion Szewardeni, Tbilisi Sędzia: Taizō Hirabayashi |

| 1 czerwca 201118:00 | Gruzja U-20                           | 14:29 | Japonia U-20                                                       | Stadion Awczala, Tbilisi Sędzia: Joaquin Montes |
| 1 czerwca 201118:00 | Kobachidze 9 (3K) Nawrozaszwili 5 (P) | 14:29 | Nakamura 14 (pd 4K) M. Hikosaka 5 (P) Hano 5 (P) Y. Hikosaka 5 (P) | Stadion Awczala, Tbilisi Sędzia: Joaquin Montes |
| 1 czerwca 201118:00 | Enoki                                 | 14:29 |                                                                    | Stadion Awczala, Tbilisi Sędzia: Joaquin Montes |

## Faza pucharowa

### Mecz o 7 miejsce
| 5 czerwca 201113:30 | Stany Zjednoczone U-20                                                  | 30:29 | Zimbabwe U-20                                                               | Stadion Szewardeni, Tbilisi Sędzia: Radu Petrescu |
| 5 czerwca 201113:30 | Cowley 10 (2pd 2K) Metcalf 5 (P) Jones 5 (P) Soʻoalo 5 (P) Mullen 5 (P) | 30:29 | Linfield 9 (P 2pd) Chikaka 5 (P) Coles 5 (P) Jiji 5 (pd K) Mandiwanza 5 (P) | Stadion Szewardeni, Tbilisi Sędzia: Radu Petrescu |

### Mecz o 5 miejsce
| 5 czerwca 201113:30 | Rosja U-20                                                                      | 24:49 | Kanada U-20                                                                     | Stadion Awczala, Tbilisi Sędzia: Tim Luscombe |
| 5 czerwca 201113:30 | Poczeczujew 5 (P) Kukiszew 2 (pd) Tołmaczow 5 (P) Godluk 7 (P pd) Sielski 5 (P) | 24:49 | Hamstra 10 (2P) Underwood 14 (4pd 2K) Ardron 5 (P) Pierce 5 (P) Hassler 15 (3P) | Stadion Awczala, Tbilisi Sędzia: Tim Luscombe |
| 5 czerwca 201113:30 | Wasilijew · Kosoboczkin                                                         | 24:49 | Tennant                                                                         | Stadion Awczala, Tbilisi Sędzia: Tim Luscombe |

### Mecz o 3 miejsce
| 5 czerwca 201115:45 | Urugwaj U-20                  | 15:20 | Gruzja U-20                                                 | Stadion Awczala, Tbilisi Sędzia: Taizō Hirabayashi |
| 5 czerwca 201115:45 | Berchesi 12 (4K) Silva 3 (dg) | 15:20 | Kobachidze 10 (2pd 2K) Cziliczawa 5 (P) Mczedliszwili 5 (P) | Stadion Awczala, Tbilisi Sędzia: Taizō Hirabayashi |
| 5 czerwca 201115:45 | Gagoszwili                    | 15:20 |                                                             | Stadion Awczala, Tbilisi Sędzia: Taizō Hirabayashi |

### Finał
| 5 czerwca 201118:00 | Samoa U-20                                                                               | 31:24 | Japonia U-20                                                       | Stadion Awczala, Tbilisi Sędzia: Joaquin Montes |
| 5 czerwca 201118:00 | Taufua 5 (P) Faʻapale 6 (3pd) Lilomaiava 5 (P) Faʻavae 5 (P) Alauni 5 (P) Schuster 5 (P) | 31:24 | M. Hikosaka 5 (P) Nakamura 9 (3pd K) Y. Hikosaka 5 (P) Enoki 5 (P) | Stadion Awczala, Tbilisi Sędzia: Joaquin Montes |
| 5 czerwca 201118:00 | Skelton                                                                                  | 31:24 | M. Hikosaka                                                        | Stadion Awczala, Tbilisi Sędzia: Joaquin Montes |